# Amari Akira
Amari Akira (甘利 明 Cam Lợi Minh, sinh ngày 27 tháng 8 năm 1949) là một nhà chính trị người Nhật Bản, thuộc Đảng Dân chủ Tự do, nghị sĩ Hạ viện Nhật Bản, từng là Bộ trưởng Kinh tế, Thương mại và Công nghiệp trong nội các Fukuda Yasuo. Ông là Tổng thư ký Đảng Dân chủ Tự do trong khoảng 1 tháng.

## Thiếu thời
Ông quê ở Atsugi, Kanagawa. Ông tốt nghiệp trường trung học ở Atsugi. Năm 1972, ông tốt nghiệp ngành luật Đại học Keio và đi làm cho tập đoàn SONY. 

## Sự nghệp
Sự nghiệp chính trị của ông bắt đầu từ năm 1974, khi ông từ bỏ SONY và làm thư ký chính cho cha, một nhà chính trị. Năm 1983, ông trúng cử vào Chúng Nghị viện. Năm 1986, ông gia nhập Đảng Dân chủ Tự do, thuộc phe của Nakasone Yasuhiro. Năm 1989, ông làm thứ trưởng Bộ Công nghiệp và Thương mại (nay là Bộ Kinh tế và Công nghiệp). Năm 1998, ông làm Bộ trưởng Bộ Lao động trong nội các của Koizumi Junichiro. Năm 2006, ông làm Bộ trưởng Bộ Kinh tế và Công nghiệp trong nội các của Abe Shinzo. Và sau đó tiếp tục giữ chức này trong nội các của Fukuda Yasuo. Năm 2012, ông trở lại làm Bộ trưởng Nội các Đặc trách chuyên về Chính sách Kinh tế và Tài khóa đến năm 2016. Năm 2021, ông được bầu trở thành Tổng thư ký Đảng Dân chủ Tự do.